# Igreja de Nossa Senhora do Carmo (Ouro Preto)
A Igreja de Nossa Senhora do Carmo é um templo católico da cidade brasileira de Ouro Preto, importante exemplar da tradição rococó no Brasil. É monumento tombado pelo Instituto do Patrimônio Histórico e Artístico Nacional (IPHAN).

## História
Sua construção se deve à iniciativa dos irmãos terceiros da Ordem do Carmo do Rio de Janeiro que se haviam transferido para a antiga Vila Rica, hoje Ouro Preto. Nesta vila eles não tinham um templo próprio para suas devoções, reunindo-se na capela de Santa Quitéria. Em 1751 os devotos fundaram uma Irmandade em Vila Rica, que deu partida ao projeto de erguer uma igreja dedicada a Nossa Senhora do Carmo. O projeto foi encomendado a Manuel Francisco Lisboa, que era membro da Irmandade. O arrematante da construção foi José Pereira dos Santos, que iniciou as obras em 1756.
As obras seriam interrompidas várias vezes em virtude de atritos com a Irmandade de Santa Quitéria, que doara o terreno. Em 1767 o terreno ainda não estava bem preparado, mas os alicerces já iam sendo lançados. Foi contratado outro construtor, João Alves Viana, que efetivamente levou as obras adiante. Viana iniciou os trabalhos de alvenaria pela capela-mor, como era o hábito na época, enquanto que permanecia em uso a antiga capela de Santa Quitéria, para o culto ter continuidade. Viana levantou a capela-mor e realizou a cantaria das portas e janelas entre 1767 e 1769. Em 1771 a carpintaria estava terminada, data em que provavelmente foi demolida a capela de Santa Quitéria. As obras da nave se estenderam até 1779, e em 1780 a cantaria da portada, o lavabo da sacristia e o arco do coro foram finalizados por Francisco de Lima Cerqueira.

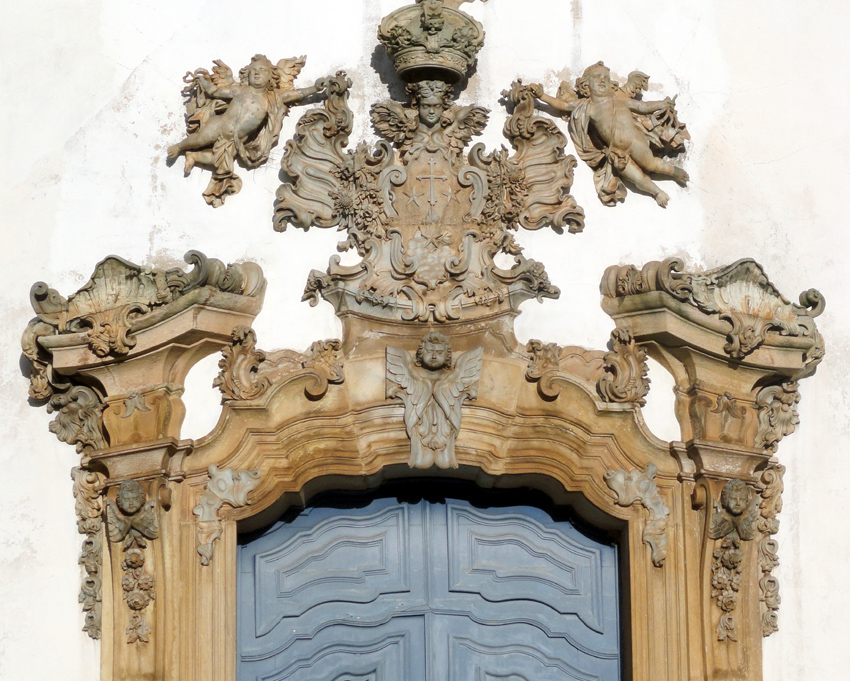
Detalhe do frontispício.

O frontispício em pedra entalhada é atribuído ao Aleijadinho. Os altares laterais foram projetados em 1779 por um artista desconhecido, e mais tarde João Nepomuceno Correia e Castro modificou seu traçado. O altar-mor teve seu risco feito por Mestre Ataíde, e os púlpitos seguem o projeto de João Gomes. Os trabalhos de decoração interna foram arrematados por Manuel Francisco de Araújo em 1784, mas as obras foram levadas a cabo com lentidão, continuando até o início do século XX.
Até 1795 somente estavam concluídos os altares de Santa Quitéria e Santa Luzia, junto ao arco do cruzeiro. Os dois seguintes, dedicados a São João e Nossa Senhora da Piedade, foram executados pelo Aleijadinho e seus ajudantes entre 1807 e 1809. Os outros altares e os púlpitos foram executados entre 1812 e 1814 por Justino Ferreira de Andrade, discípulo de Aleijadinho, e sua equipe. As obras de douração e pintura da talha foram encarregadas a Mestre Ataíde, que as executou em 1813. Neste ano Vicente da Costa iniciou construção do altar-mor, realizando também a talha, concluindo em 1824, sendo dourado em 1825 por Ataíde. As pinturas do forro da nave e da capela-mor datam de 1908-1909, obra do italiano Angelo Clerici.
A Igreja tem alguns edifícios anexos. O sobrado foi erguido em 1753 para receber os noviços e o acervo da Irmandade. Até 1942 serviu como a moradia dos sacristãos da Igreja. Uma casa térrea ao lado também é antiga, construída em 1755 para abrigar pertences da Irmandade. Hoje esses edifícios abrigam o Museu do Oratório. O cemitério foi iniciado em 1824 sob a direção de Manuel Fernandes da Costa, mais tarde substituído por João Miguel Ferreira. Em 1861 o projeto foi alterado por Henrique Gerber, que continuou as obras até 1868.
Ao longo do século XX a Igreja passou por várias obras de conservação e restauro. Em 1965 o muro do cemitério foi trocado por grades de ferro, quando foi feito um novo ajardinamento do local, sob projeto de José Zanine.

## Estrutura

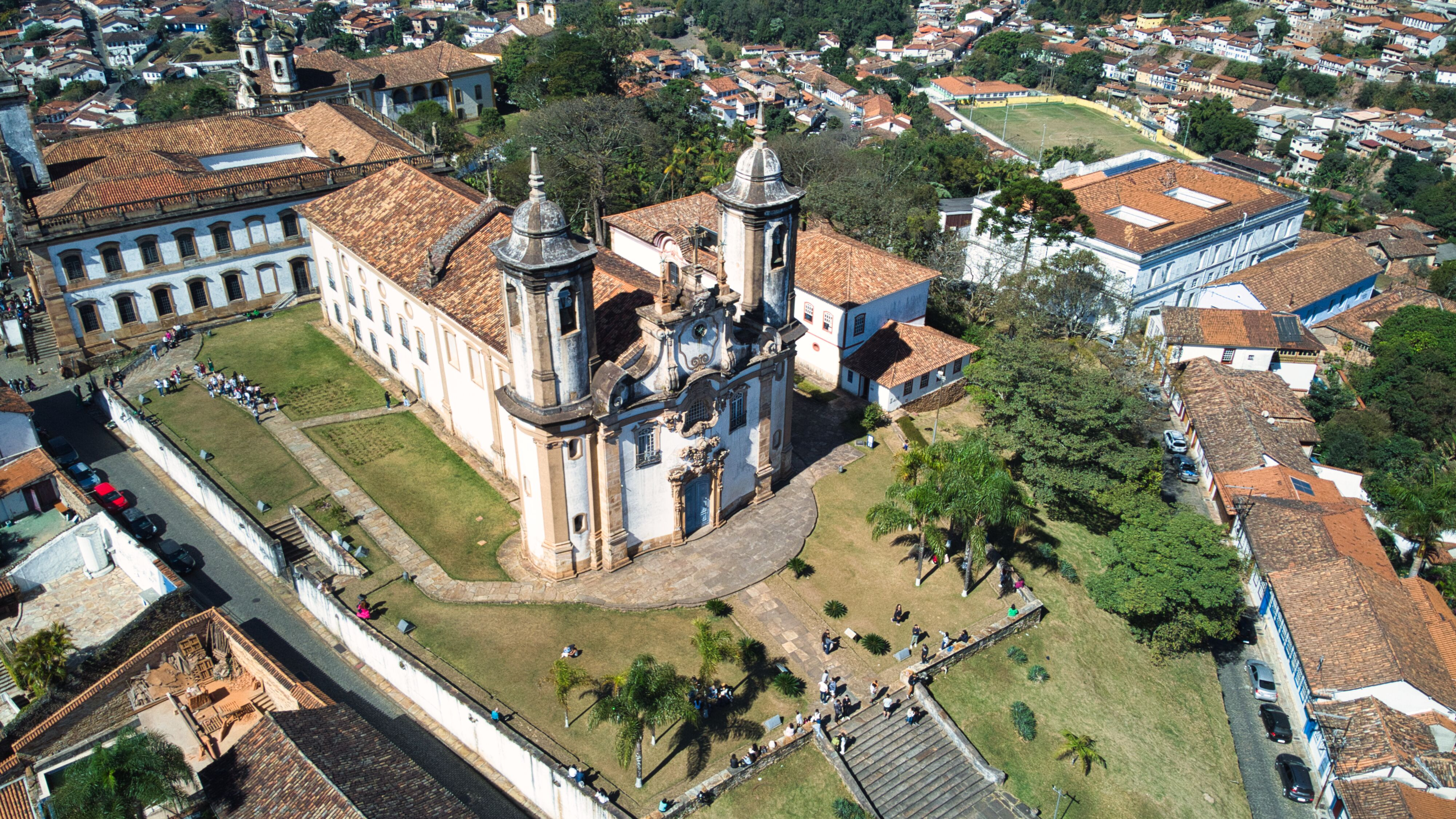
Vista área da Igreja de Nossa Senhora do Carmo e redondezas.

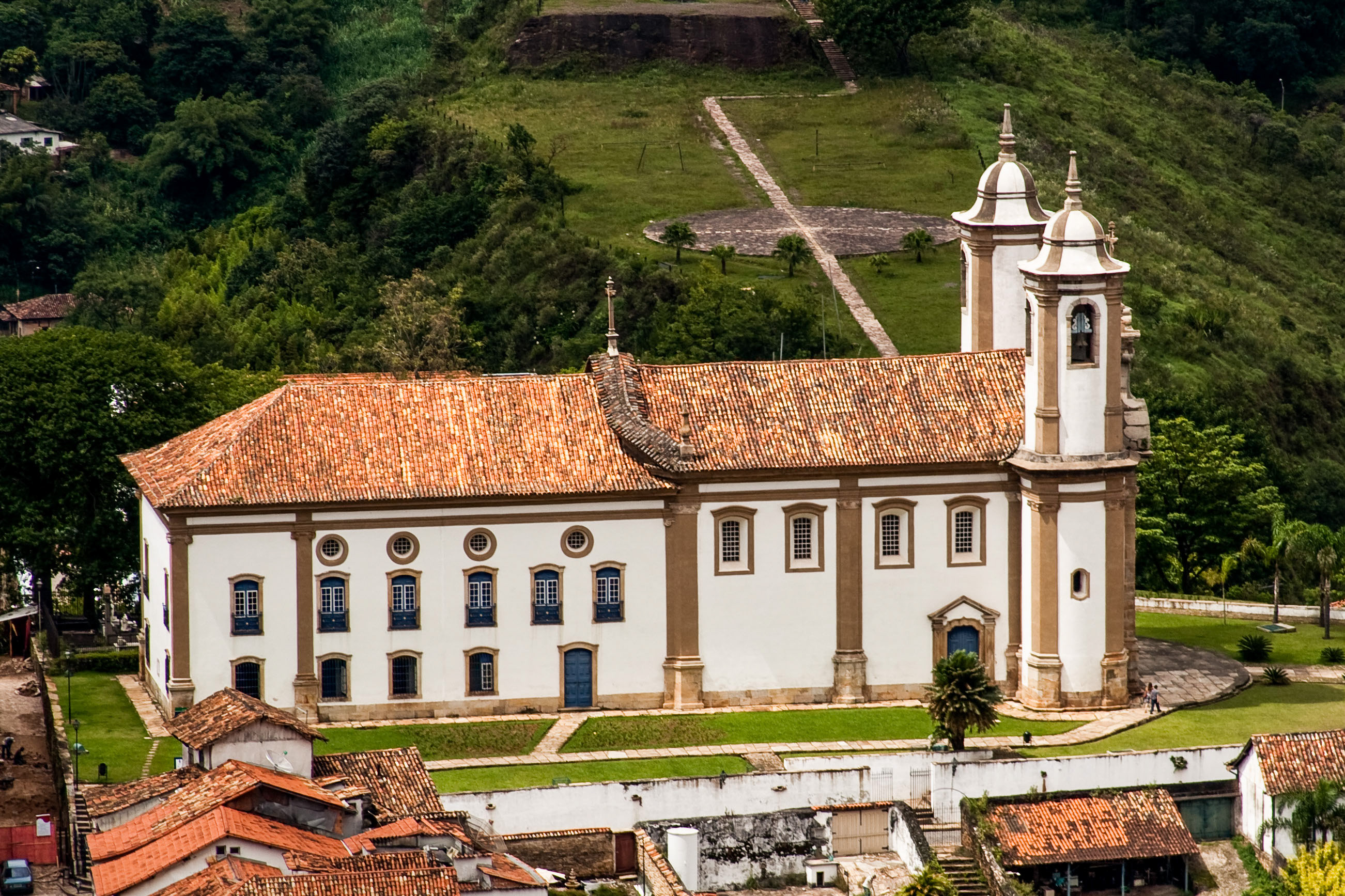
Vista lateral

O projeto do edifício foi o último a ser realizado por Manuel Francisco Lisboa, mas posteriormente o traçado seria alterado várias vezes, e especula-se que o Aleijadinho, filho do projetista, possa ter participado dessas modificações, que deram ao plano original feições típicas do Rococó. A fachada tem uma suave curvatura, com uma grande portada central coroada por um frontispício em pedra entalhada. As duas torres sineiras nas laterais têm uma base de seção quadrada, que nos trechos superiores se transforma em uma seção quase circular, sendo arrematadas por coruchéus em forma de sino, encimados por pináculos. As fachadas laterais têm uma série regular de janelas com verga em arco, sobre as quais são abertos óculos desencontrados (quatro óculos para cinco janelas).
O interior é dividido em uma nave única e uma capela-mor. A parede do arco do cruzeiro é chanfrada em três partes dispostas em ângulo. Nestes ângulos se abrem portas para corredores que levam à sacristia, localizada nos fundos do edifício, atrás da capela-mor. A nave possui o teto de tabuado corrido, com uma ondulação em forma de canga, e seis altares laterais; no lugar das tradicionais tribunas do nível superior, abrem-se em vez janelas, que dão farta iluminação para o interior do templo. Já na capela-mor as tribunas permanecem, ladeando o retábulo principal. Ali o teto tem a forma de abóbada.

## Decoração
Destaca-se na fachada o grande frontispício entalhado em pedra-sabão, mostrando o brasão da Ordem do Carmo ladeado por dois querubins e encimado pela cabeça de um terceiro, que sustenta a coroa da Virgem. O frontispício é tradicionalmente atribuído ao Aleijadinho, mas segundo pensa Germain Bazin, deve ter havido a participação de outros artesãos, especialmente nas partes das ombreiras, dos ornamentos do óculo e das cabeças de querubins.
O interior tem rica decoração em estilo Rococó. Na descrição do IPHAN,
"O altar-mor, desenhado por Manuel da Costa Athaíde em 1813, conforme já assinalado, constitui interessante exemplo da talha rococó em Minas Gerais, de estilo diferente do introduzido pelo Aleijadinho que, segundo Germain Bazin, filia-se ao rococó das cidades de Braga e Porto, ambas em Portugal. Nos altares de São João e Nossa Senhora da Piedade, Aleijadinho procurou respeitar o estilo dos precedentes, adotando, entretanto, as colunas caneladas, envolvidas por guirlanda em espiral e capitéis em rocaille. As urnas desses dois altares apresentam relevos esculpidos que constituem talvez os últimos trabalhos de Aleijadinho no gênero. O do altar de São João representa o profeta Jeremias na prisão, e o de Nossa Senhora da Piedade, a paciência de Jó. Ambos os relevos são cercados por inscrições alusivas ao tema. Cabe destacar a incorporação das sanefas introduzidas pelo Aleijadinho em todos os demais altares da nave. Quanto à imaginária, a grande maioria é composta por imagens de roca, como as imagens laterais do altar-mor (Santo Elias e Santa Teresa) e as seis imagens colocadas nos nichos dos altares da nave. Belíssimos painéis de azulejos decoram os registros inferiores das paredes da capela-mor, ilustrando temas relativos à iconografia da Ordem do Carmo".

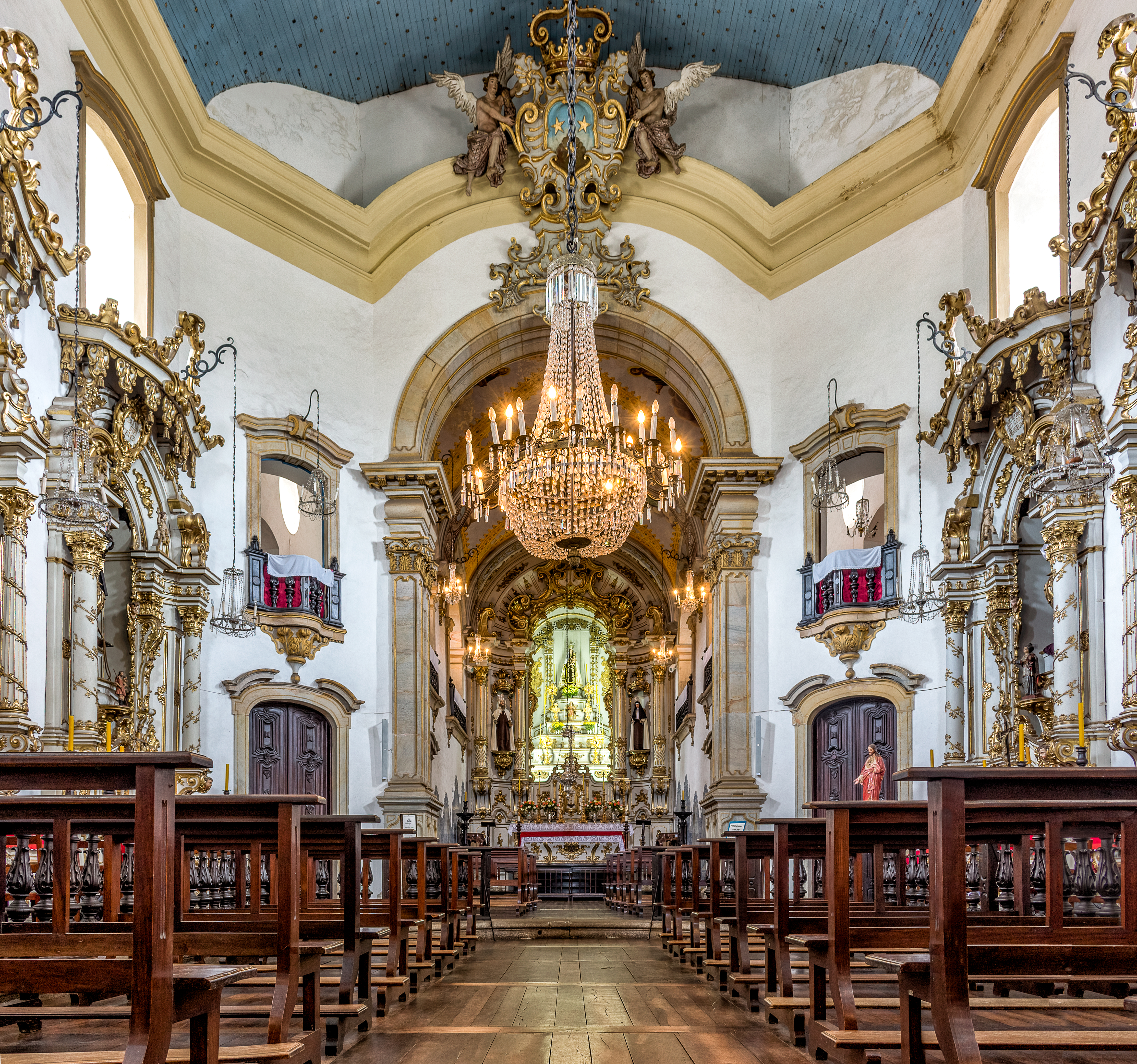
Vista do interior de frente para o altar
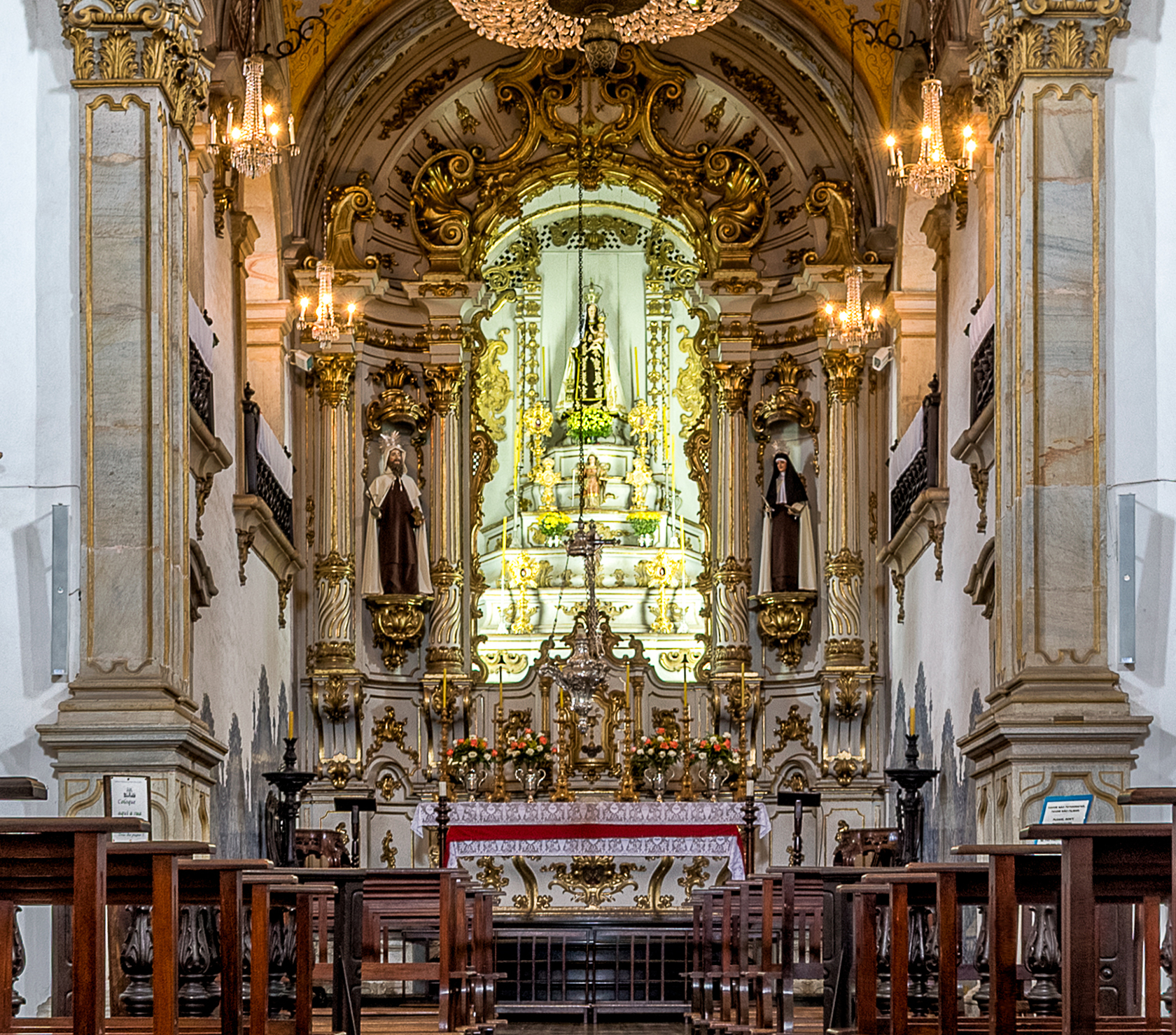
Altar
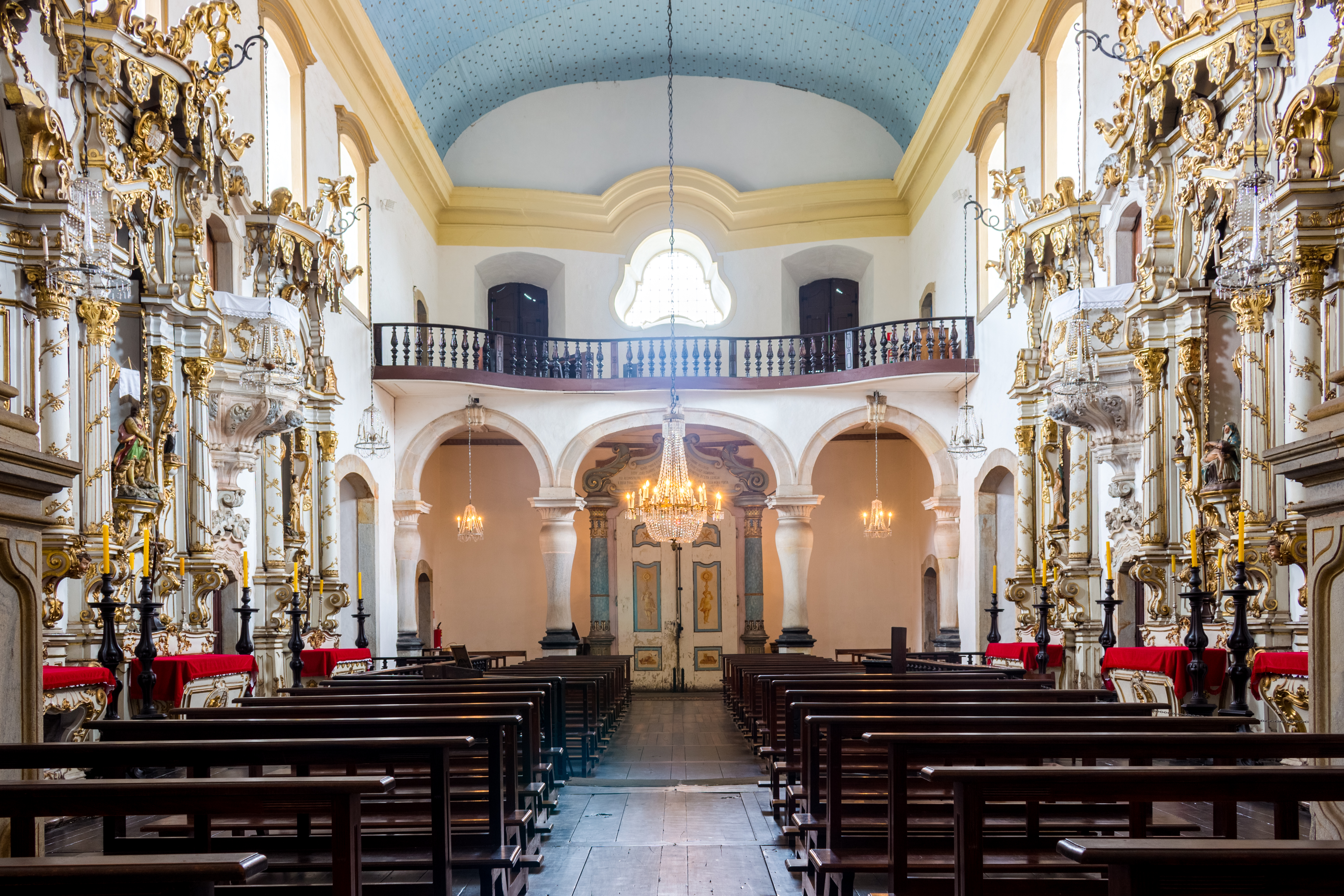
Vista do interior de costas para o altar
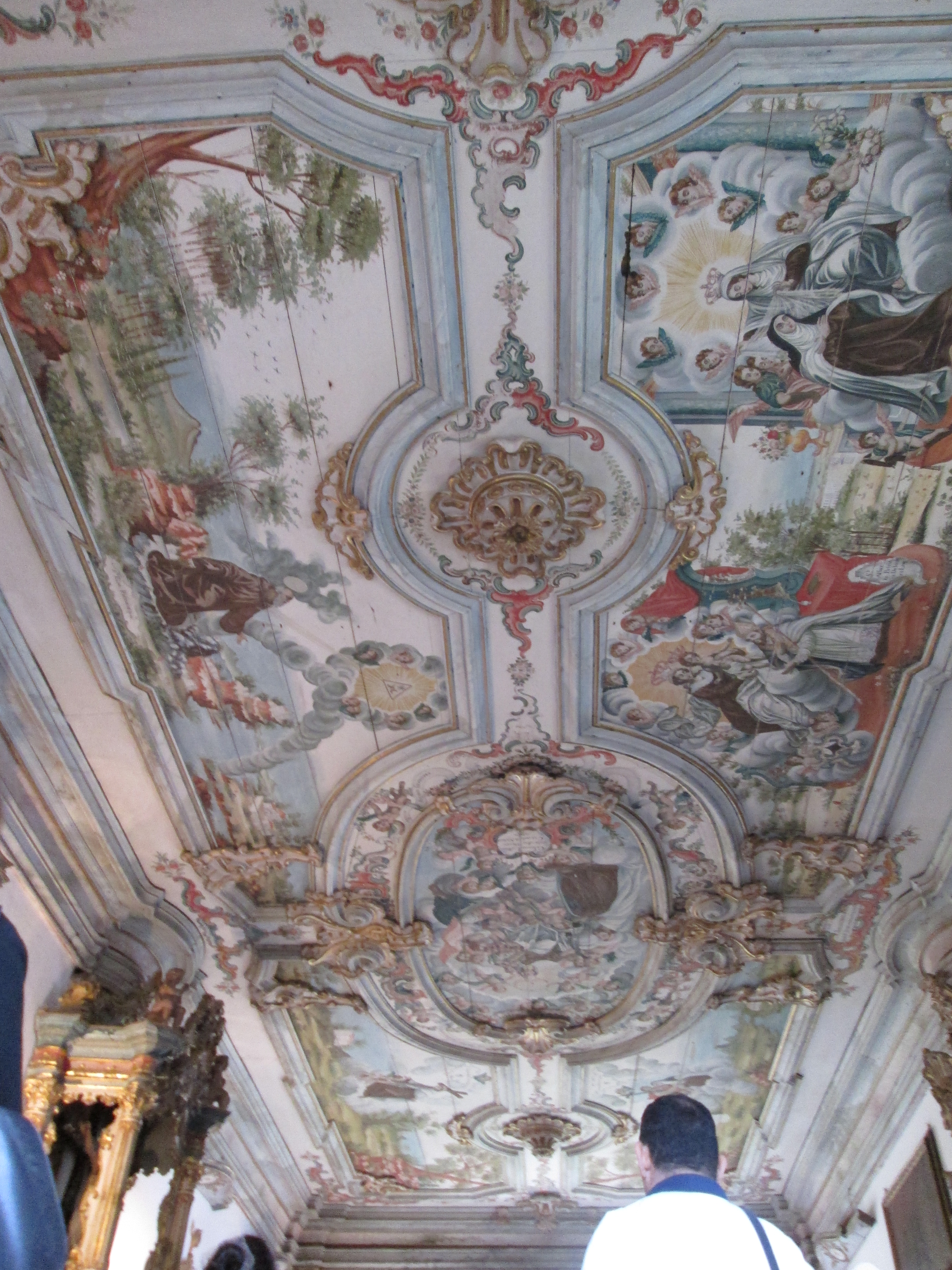
O teto decorado na sacristia